# Giselle González Alpízar

Giselle González Alpízar (Cienfuegos, el 5 de febrero de 1984) conocida como Giselle González es una actriz y presentadora con trayectoria en cine, teatro y televisión. Ha participado en series como Los Tres Villalobos, Adrenalina 360° o el policiaco Tras la huella, así como en las telenovelas ¡Oh, La Habana! y Tierras de fuego. Su carrera incluye largomentrajes como Leontina (2012) e Insumisas (2018). Fundadora de Ludi Teatro y recientemente ha destacado por su participación en Gala Hispanic Theater.

## Biografía
Giselle González nació en Cienfuegos, provincia del centro sur de Cuba. Su debut como actriz se produce en la televisión cubana en el año 2002 con la telenovela ¡Oh, La Habana!, tras graduarse de la especialidad de actuación en la Escuela Nacional de Arte (ENA).
Justamente la televisión ha sido el medio que más oportunidades le ha ofrecido con trabajos en telenovelas, series, telefilmes y también como presentadora de programas variados como el espacio juvenil Conexión en el que permaneció por seis años. 
Entre los roles desempeñados aparecen los protagónicos en el infantil Claro,Clarita, Adrenalina 360°, Los tres Villalobos y la telenovela Tierras de Fuego.
Paralelamente ha estado vinculada desde época estudiantil al teatro. Buena parte de su vida profesional ha estado ligada al grupo Ludi Teatro, del cual es fundadora, bajo la dirección de Miguel Abreu. Obras como Litoral, Incendios, Bosques, “Ubú sin cuernos” y el unipersonal “El vacío en las palabras” figuran en el recuento de su itinerario como intérprete en este género de las artes.
Precisamente El Vacío en las palabras donde la actriz da vida a Irena Sendler mereció el premio a Mejor Puesta en Escena del Festival Latinoamericano del Monólogo Tomás Terry en Cienfuegos en 2019. La obra recibió además el premio de Dirección de puesta en escena en el Festival de Monólogos Hermandades de Casa Tanicho. Mérida, México.
Desde 2024, Giselle González está vinculada al GALA Hispanic Theatre de Washington D. C., una institución reconocida por su labor en la promoción del teatro latino en Estados Unidos. Su participación en esta compañía representa una nueva etapa en su trayectoria profesional. 
En el cine ha estado relacionada con producciones de corta y larga duración: El último Secreto (corto), Sumbe, Zapatos Apretados, Leontina e Insumisas figuran entre dichos proyectos.

## Trayectoria

### Cine
| Año  | Película          | Papel         | Director        | Notas                   |
| ---- | ----------------- | ------------- | --------------- | ----------------------- |
| 2007 | El último secreto |               | Roberto Otero   | Corto-Ficción. ISA      |
| 2010 | Sumbe             | Doctora       | Eduardo Moya    | Largometraje de ficción |
| 2011 | Zapatos apretados | Lucy          | Alberto Luberta | Largometraje de ficción |
| 2012 | Leontina          | Guía escolar  | Rudy Mora       | Largometraje de ficción |
| 2018 | Insumisas         | María Eugenia | Fernando Pérez  | Largometraje de ficción |

### Teatro
| Año       | Obra                                    | Director       | Personaje                     | Notas |
| --------- | --------------------------------------- | -------------- | ----------------------------- | --- |
| 1999      | Morir del cuento                        |                | Delfina                       | |
| 1999      | Medea                                   |                | Medea                         | |
| 2000      | El Conde Alarcos                        |                | Leonor                        | |
| 2001      | Sueño de una noche de verano            |                | Hermia                        | |
| 2002      | Perla Marina                            |                | Casandra                      | |
| 2003      | El gato simple                          | Lida Nicolaeva |                               | Grupo Teatro Calidoscopio                                                                                        |
| 2004      | Mamíferos hablando con sus muertos      | José Milián    |                               | |
| 2013      | Divorciadas, evangélicas y vegetarianas | Verónica Lyn   | Puesta de Trotamundos Teatro. | Compartiendo escena junto a Katia Casio y Cheryl Saldívar.                                                       |
| 2014      | Litoral                                 | Miguel Abreu   | Ludi Teatro                   | |
| 2016      | Incendios                               | Miguel Abreu   | Ludi Teatro                   | [ 14 ] |
| 2018      | Bosques                                 | Miguel Abreu   | Ludi Teatro                   | |
| 2018      | El vacío en las palabras/               | Miguel Abreu   | Ludi Teatro                   | Premio mejor Dirección puesta en escena en el Festival de Monólogos Hermandades de Casa Tanicho. Mérida, México. |
| 2019-2022 | Ubu sin cuernos                         | Miguel Abreu   | Ludi Teatro                   | [ 31 ] |
| 2024      | Las 22 Bodas de Hugo Múltiple           | José Sayas     | GALA Hispanic Theatre         | Helen Hayes Awards Recommended                                                                                   |
| 2025      | Choke                                   | Gustavo Ott    | GALA Hispanic Theatre         | [ 34 ] |

### Televisión
| Año       | Trabajo                     | Notas                                                                                    |
| --------- | --------------------------- | ---------------------------------------------------------------------------------------- |
| 2002      | Haciendo caminos            | Unitario. Dirección: Carlos Alegre.                                                      |
| 2002-2004 | Crecer para bien            | Presentadora                                                                             |
| 2004      | Conexión                    | Presentadora                                                                             |
| 2004      | El Diablo anda suelto       | Telefilme/ Dirección: Magda González Grau.                                               |
| 2005      | Cuba de Fiesta              | Presentadora/ Revista (en vivo).                                                         |
| 2005      | ¡Oh, La Habana!             | Telenovena/ Personaje: Delenys (coprotagónico).                                          |
| 2007      | Esta vez es la vez          | Telefilme/ Dirección:Pablo Javier.                                                       |
| 2007      | El casting                  | Tele-cuento/ Dirección: Silvano Suárez                                                   |
| 2007      | Los tres Villalobos         | Tele-Serie/ Dirección: Miguel Sosa.                                                      |
| 2007      | ¿Juras decir la verdad?     | Programa Humorístico/ Dirección: Gustavo Fernández Larrea.                               |
| 2007      | Claro, Clarita              | Programa Infantil.                                                                       |
| 2008      | Tras la huella              | Policiaco Dirección: Humberto Hernández / Jesús Cabrera. Personaje: Subteniente Maritza. |
| 2009      | No puedo evitar decir adiós | Tele-Cuento/ Dirección: Marta Recio.                                                     |
| 2010      | Adrenalina 360°             | Tele-Serie/ Dirección: Pablo Javier.                                                     |
| 2012      | Tierras de Fuego            | Telenovela/ Dirección: Miguel Sosa.                                                      |
| 2017-2020 | Tras la Huella              | Personaje: Primer Teniente Isabel.                                                       |
| 2023      | Show Latino Tv              | Presentadora Show Latino                                                                 |